# Polvorines de Fadricas
Polvorines de Fadricas es un conjunto de veintiséis polvorines de distintos tipos que la Armada Española construyó en la costa oeste de la actual ciudad de San Fernando, a orillas de la Bahía de Cádiz, en Punta Cantera, para surtir de pólvora y municiones a las flotas. Estos polvorines estuvieron destinados hasta el año 2001 para el Servicio de Polvorines y Municionamiento, Talleres de Munición y Laboratorio de Pólvoras y Explosivos de la Zona Marítima del Estrecho. Actualmente sin uso militar por traslado de todas las dependencias a la Base Naval de Rota.

## Ubicación
Los Polvorines de Fadricas (más correcto sería denominarlos Polvorines de Punta Cantera) están localizados en el municipio de San Fernando, provincia de Cádiz, Comunidad Autónoma de Andalucía, España. Ocupan la franja costera de San Fernando, antiguamente denominada Isla de León, que mira al saco interno de la bahía de Cádiz. El perímetro costero comienza en Caño Herrera y termina casi en la playa de la Casería de Osio. Destaca en esa costa la llamada Punta Cantera, antiguo lugar de canteras que perteneció al duque de Arcos, como toda la Isla de León, que se adentra en la bahía y deja en su cara norte una  cala, denominada Cala del Manchón de Los Arcos, que ya apreciaron y utilizaron los romanos del primer siglo antes de nuestra era. Esa cala fue profusamente utilizada como punto de atraque para las embarcaciones que comerciaban entre los pueblos de la bahía, y también para aprovisionar a las flotas, armadas y comerciales, que partían para el Nuevo Mundo. Tuvo su momento de mayor actividad durante el siglo XVIII.
El perímetro del recinto militar continúa tierra adentro bordeando las huertas rústicas del “Callejón del Reverbero” y el Polígono Industrial de Fadricas. Forma una superficie de 436.334’5 m² con una identidad propia, arquitectónica, histórica y ecológica, conseguida a base de aislamiento y servidumbre militar.

## Fases de ocupación

### Primera Fase: Punta Cantera
Mediante la Real Orden 24 de enero de 1730, el rey de España, Felipe V, dona 82.900 m² de terrenos situados en el lugar llamado Punta Cantera, en la costa de la Isla de León, para construir tres almacenes para la pólvora de S.M. y un cuerpo de guardia. Es un proyecto de Jorge Próspero Verboom, dirigido por Ignacio de Salas Garrigo, ingeniero militar y jefe de las fortificaciones de Cádiz y Andalucía. La obra se entregó el 2 de enero de 1731.

### Primera Expropiación: 1960
La primera expropiación de los terrenos circundantes a Punta Cantera tiene un acta de ocupación de 13 de octubre de 1960. La zona expropiada aumentó la seguridad y permitió la construcción de polvorines tipo A, capaces de almacenar munición de alto poder explosivo. En esos terrenos se habían asentado la llamada casería de las fadricas, con una edificación emblemática denominada Casa Blanca en todos los planos y mapas del siglo XVIII, el Muelle de las fadricas y los últimos restos de un antiguo acueducto para las aguadas levantado a finales del siglo XVII.

### Segunda Expropiación: 1977
La segunda expropiación tiene un acta de ocupación de fecha 4 de julio de 1977. En esta zona se alojaron los talleres de municiones procedentes de los antiguos Mixtos.

## Zonas de interés

### Alfar romano
Datado inicialmente entre los siglos I antes y después de nuestra era. Restos de ánforas y escorias de dos posibles hornos en los alrededores de un desaparecido Cuerpo de Guardia de 1730. Intacto y pendiente de investigación. 

### Embarcadero de las fadricas
Datado a finales del siglo XVII. Formado por dos espigones paralelos, construido en sillares de roca ostionera y con una actividad comercial hasta 1959. El muelle izquierdo ha perdido unos  metros del extremo, el resto permanece muy bien conservado.
El embarcadero de las fadricas (imágenes y artículo)

### Polvorines de 1730 y otros
Con una recia y curiosa construcción abovedada, no exenta de detalles ornamentales (medios cañones de piedra para desagüe) que son una muestra interesante de arquitectura militar del siglo XVIII. Ambos muy bien conservados, aunque las reformas y el mantenimiento no han respetado las técnicas constructivas del siglo XVIII.
Los viejos polvorines de Punta Cantera

### Murallas defensivas
Construidas en la segunda mitad del siglo XVIII. Se conservan intactas, con detalles ornamentales de aire barroco (desagües sobre ménsulas, remates, uniones zulacadas y enchinadas, etc.) Muy buen estado de conservación.
Reportaje visual

### Muelle de Punta Cantera
Una vez entregados los tres primeros polvorines para la Real Marina, en 1730, se hizo imprescindible construir en Punta Cantera un muelle para embarcar con facilidad los barriles de pólvora hacia los buques de guerra. El primer proyecto de un muelle para la pólvora de Su Majestad data de 1751, y lo presenta Joachim Manuel de Villena, comisario general de la artillería de Marina, al Marqués de la Ensenada. Este proyecto fue bien informado por don Jorge Juan y Santacilia. Pero solo se llevó a término, y sensiblemente modificado, en el último tercio del XVIII.
El Muelle para la pólvora de Su Majestad es un original y extraño espigón fabricado en rampa descendente, con sillares machihembrados de roca ostionera y piso empedrado. Se utilizó para embarcar y desembarcar pólvora negra y como apostadero de la flota de sutiles en la batalla naval contra la escuadra del almirante Rosilly (1808), el sitio napoleónico de 1810/12 y en la lucha contra los Cien Mil Hijos de San Luís, en 1823. También tuvo uso civil y quedó en desuso en el último tercio del siglo XIX
El Muelle para la pólvora de S.M.

## Historia
La historia de los Polvorines de Fadricas comienza el 2 de enero de 1731, cuando Ignacio Sala Garrigo, ingeniero militar y jefe de la Junta de Fortificaciones de Cádiz, hizo entrega a la Real Marina de tres polvorines y un cuerpo de guardia situados en Punta Cantera, San Fernando, Cádiz. Eran polvorines tipo Belidor, de robustas bóvedas y contrafuertes externos que resguardarían los barriles de pólvora negra de las ofensas enemigas. 
Durante los 271 años posteriores, las necesidades crecientes de la Armada propiciaron la construcción, en el segundo tercio del XVIII, de las murallas defensivas y del Muelle de Punta Cantera (el Muelle para la Pólvora de Su Majestad) Posteriormente, en el XX, ocurrieron dos expropiaciones consecutivas de terrenos colindantes que sirvieron para ampliar del número de polvorines construidos hasta un total de 20; para instalar nuevas dependencia afines al servicio de municionamiento y, finalmente, para crear una zona de seguridad adecuada a la peligrosidad del contenido. En estos terrenos expropiados quedaron incluidos los restos de lo que fueron dos lugares con una historia muy singular para San Fernando: la Casería de Fadricas, con su edificio más emblemático llamado Casa Blanca, el embarcadero de las fadricas y el Lazareto de Infante. 
Desde que en agosto de 2001 la Armada abandonara los 26 polvorines y sus dependencias anexas, esos casi 500.000 metros cuadrados están en desuso y a disposición de la Gerencia de Infraestructuras de la Defensa. Mientras tanto, la ciudad de San Fernando reclama la propiedad, el uso y gestión de esos terrenos.